# Лејк Телемарк (Њу Џерзи)
Лејк Телемарк (енгл. Lake Telemark) насељено је место без административног статуса у америчкој савезној држави Њу Џерзи.

## Демографија
По попису из 2010. године број становника је 1.255, што је 53 (4,4%) становника више него 2000. године.
| Група             | 2000.         | 2010.         |
| Белци             | 1.139 (94,8%) | 1.145 (91,2%) |
| Афроамериканци    | 4 (0,3%)      | 21 (1,7%)     |
| Азијати           | 15 (1,2%)     | 22 (1,8%)     |
| Хиспаноамериканци | 35 (2,9%)     | 53 (4,2%)     |
| Укупно            | 1.202         | 1.255         |